# غسان أبو ستة
غسان أبو ستة (1969-) هو طبيب تجميل وترميم فلسطيني يحمل الجنسية البريطانية، هُجرت عائلته من بئر السبع عام 1948 إلى خانيونس بقطاع غزة، تخرج من جامعة غلاسكو في اسكوتلندا. شغل منصب رئيس قسم جراحات التجميل في الجامعة الأميركية في بيروت خلال الفترة من (2012-2021)، يعمل في لجنة التمويل الدولية التابعة للمعهد الوطني للبحوث الصحية في المملكة المتحدة.
كان أول طبيب يضع منهاج عربي في طب النزاع والحروب. وصدر له كتاب طبي بعنوان "إعادة بناء المريض المصاب في الحرب"، وكتاب "سردية الجرح الفلسطيني" بالتعاون مع ميشال نوفل. ونُشرت أعماله في العديد من الصحف ووسائل الإعلام، مثل لوموند وذي إندبندنت وبي بي سي وسي إن إن.
عُين في 12 أبريل 2024 رئيساً لجامعة غلاسكو في اسكتلندا بالمملكة المتحدة بعد حصوله على أكثر من 80% من الأصوات، وسيشغل المنصب لمدة ثلاثة سنوات.

## سيرته
غسان سليمان أبو ستة، ولد في الكويت لأب فلسطيني وأم لبنانية هاجر والده إلى الكويت عام 1953، عاش غسان حياته الإبتدائية والثانوية فيها لحين إلتحاقه بجامعة غلاسكو في المملكة المتحدة عام 1989 والتي كانت تعتبر إحدى كليات الطب الأربع الرئيسية في بريطانيا.
يشار أن والده هو سلمان أبو ستة مواليد 1937 هو باحث وكاتب فلسطيني ويلقب بعراب حق العودة صدر له كتاب سجل النكبة 1948.
في بداية إنطلاق الإنتفاضة الفلسطينية الأولى انضم غسان لجمعيّة العون الطبي للفلسطينيين (MAP) والتي كانت تعمل على تنظيم محاضرات تركّز على التعريف بالقضية الفلسطينية ونقل أخبار الإنتفاضة. ومن خلال هذه الجمعية تعرّف على مجموعة من الشباب الذين أسّسوا الفرع الاسكوتلندي لـ”MAP” وأصبح عضواً في المكتب التنفيذي للجمعية الذي كان يكرّس نشاطه لجمع التبرعات وإنشاء عيادات في الأرض المحتلة وجنوب لبنان، وكان فيها 3 متطوعين إحداهنّ الدكتورة سوزن وايتيج وهي جرّاحة عظام بريطانية، وممرّضة اسكوتلندية في مخيم شاتيلا.
في عام 1990 عاد إلى غزة في زيارة لعائلته وعمل خلالها في علاج جرحى التظاهرات في المستشفى الأهلي "المستشفى المعمداني"، لأن الذين كانوا يصابون في التظاهرات يتخوّفون من الذهاب إلى مستشفى الشفاء لأنها كانت تحت الإدارة المدنية الإسرائيلية.
في سبتمبر/أيلول 2000 بداية الإنتفاضة الثانية عاد أبو ستة إلى قطاع غزة وعمل في مستشفى ناصر بخانيونس، ثم في مستشفى العودة الذي أنشأته لجان العمل الصحّي بمخيم جباليا لعلاج إصابات الانتفاضات. عمل كجراح حرب في اليمن والعراق وسوريا والجنوب اللبناني وخلال الحروب الأربع في قطاع غزة.

## حياته المهنية
هو أستاذ مشارك في علم الجراحة وجراّح تجميل وترميم، شغل ثلاث زمالات: جراحة القحف والجمجمة للأطفال في مستشفى غريت أورموند ستريت للأطفال المرضى وجراحة الحنك المشقوق في ذات المستشفى وإعادة ترميم الإصابات في مستشفى لندن الملكي.
- في عام 2011 إنضم إلى المركز الطبي في الجامعة الأميركية في بيروت.
- في عام 2012 أصبح رئيساً لقسم الجراحة التجميلية والترميمية في المركز الطبي في بيروت، ومسؤولاً طبياً لبرنامج إصابات الحرب لدى الأطفال والعيادة المتعددة التخصصات بإصابات الحرب.
- في عام 2015 شارك في تأسيس برنامج طب النزاعات في معهد الصحة العالمي في الجامعة الأميركية في بيروت وأصبح مديراً له.
- في عام 2020 عمل في الجراحة التجميلية والترميمية في المملكة المتحدة.

هو محاضر شرف في مركز دراسات إصابات الانفجار في جامعة إمبريال كوليدج في لندن، ومحاضر أول زائر في فريق أبحاث الصراع والصحة في كلية كينجز لندن، والمسؤول الطبي لمبادرة الرضوح في المكتب الإقليمي لشرق المتوسط التابع لمنظمة الصحة العالمية، وعضو في مجلس إدارة جمعية إنارة وهي "مؤسسة خيرية مكرسة لتوفير الجراحة الترميمية للأطفال من مصابي الحرب في الشرق الأوسط"، وعضو في مجلس أمناء مؤسسة المعونة الطبية للفلسطينيين في المملكة المتحدة.

## الحرب على غزة (2023)
يقيم أبو ستة في قطاع غزَّة في الحرب الفلسطينية الإسرائيلية المعروفة بعملية طوفان الأقصى التي بدأت في السابع من أكتوبر 2023، يعمل طبيبًا متطوِّعًا في مستشفى الشفاء، وكان شاهدًا على مجزرة مستشفى المعمداني، في عدَّة لقاءات مع قنوات إخبارية أجنبية تحدَّث فيها عن الكارثة التي تهدِّد القطاع الصحي في إثر قطع الكهرباء والماء ومنع إدخال الوقود للقطاع.
وبسبب وجوده في القطاع تتعرَّض أسرته لمضايقة الشرطة البريطانية ودهم منزله، والاستفسار عن الجمعية التي يعمل معها، وبأي قسم يعمل في مستشفى الشفاء.